# Ronde van Frankrijk 2016/Zevende etappe
De zevende etappe van de Ronde van Frankrijk 2016 werd verreden op vrijdag 8 juli 2016 van L'Isle-Jourdain naar Lac de Payolle. 

## Parcours
Het is een bergrit van 162,5 km, waarbij vooral de beklimming van de Col d'Aspin (eerste categorie) van belang is. Daarvoor is er een klimmetje van de vierde categorie; de Côte de Capvern. Daartussen is bij  Sarrancolin een tussensprint.

## Verloop
Bij aanvang van de rit gaan 12 renners in de ontsnapping: Peter Sagan, Mark Cavendish, Rui Costa, Ramūnas Navardauskas, Cesare Benedetti, Geoffrey Soupe, Luis León Sánchez, Chris Anker Sørensen, Nicolas Edet, Jérémy Roy, Jarlinson Pantano en Gorka Izagirre. De Belgische ploegen Lotto-Soudal en Etixx-Quick-Step gingen echter op jacht naar de sprinters Sagan en Cavendish, waardoor de gehele kopgroep weer door het peloton werd ingerekend.
Hierna regent het aanvallen. Er ontstaat uiteindelijk een kopgroep van 29 renners. Opvallend is dat de geletruidrager Greg Van Avermaet hierbij meegaat. De groep bestaat verder uit Alexis Vuillermoz, Paul Martens, Fabian Cancellara, Jasper Stuyven, Oliver Naesen, Vasil Kiryjenka, Gorka Izagirre, Vincenzo Nibali, Aleksej Loetsenko, Jan Bakelants, Matti Breschel, Alex Howes, Sebastian Langeveld, Steve Cummings, Simon Geschke, Paul Voss, Ángel Vicioso, Kristijan Đurasek, Tsgabu Grmay, Jürgen Roelandts, Sylvain Chavanel, Antoine Duchesne, Tony Martin, Daniel Navarro, Borut Božič, Luis Ángel Maté, Daryl Impey en Pierre-Luc Périchon. Op papier lijkt Nibali in de bergetappe de favoriet, maar het is Cummings die alleen in de aanval gaat, met Nibali, Navarro en Impey in de achtervolging. Uiteindelijk kon Nibali zelfs zijn mede-achtervolgers niet bijbenen. Het grootste deel van de kopgroep werd weer ingerekend door het peloton, maar het viertal en Van Avermaet wisten vooruit te blijven. Cummings won de etappe met 1 minuut voorsprong op Navarro en Impey, en Van Avermaet breidde zijn voorsprong in het algemeen klassement uit met 40 seconden. Onder de verliezers van de etappe was Thibaut Pinot, die 3 minuten op de (andere) favorieten verloor.
Een bijzonderheid is nog dat voor het eerst in de geschiedenis van de Ronde van Frankrijk er na zeven etappes nog geen enkele uitvaller is.

### Tussensprint
| Tussensprint Sarrancolin na 137 km |                     |        |
| Plaats                             | Naam                | Punten |
| Winnaar                            | Steve Cummings      | 20     |
| 2                                  | Daniel Navarro      | 17     |
| 3                                  | Paul Martens        | 15     |
| 4                                  | Pierre-Luc Périchon | 13     |
| 5                                  | Simon Geschke       | 11     |
| 6                                  | Matti Breschel      | 10     |
| 7                                  | Vincenzo Nibali     | 9      |
| 8                                  | Antoine Duchesne    | 8      |
| 9                                  | Alex Howes          | 7      |
| 10                                 | Greg Van Avermaet   | 6      |
| 11                                 | Aleksej Loetsenko   | 5      |
| 12                                 | Daryl Impey         | 4      |
| 13                                 | Jan Bakelants       | 3      |
| 14                                 | Tony Martin         | 2      |
| 15                                 | Alexis Vuillermoz   | 1      |

### Bergsprints
| Beklimming Côte de Capvern na 117 km | Beklimming Côte de Capvern na 117 km | 4e cat. 7,7 km à 3,1% | 4e cat. 7,7 km à 3,1% |
| Plaats                               | Naam                                 | Punten                |                       |
| Winnaar                              | Vincenzo Nibali                      | 1                     |                       |

| Beklimming Col d'Aspin na 155,5 km | Beklimming Col d'Aspin na 155,5 km | 1e cat. 12 km à 6,5% | 1e cat. 12 km à 6,5% |
| Plaats                             | Naam                               | Punten               |                      |
| Winnaar                            | Steve Cummings                     | 10                   |                      |
| 2                                  | Daniel Navarro                     | 8                    |                      |
| 3                                  | Daryl Impey                        | 6                    |                      |
| 4                                  | Vincenzo Nibali                    | 4                    |                      |
| 5                                  | Greg Van Avermaet                  | 2                    |                      |
| 6                                  | Gorka Izagirre                     | 1                    |                      |

## Uitslagen
| Rituitslag L'Isle-Jourdain - Lac de Payolle (162,5 km) |                    |                     |          |
| Plaats                                                 | Naam               | Ploeg               | Tijd     |
| Winnaar                                                | Steve Cummings     | Team Dimension Data | 3u51'58" |
| 2                                                      | Daryl Impey        | Orica-BikeExchange  | + 1'05"  |
| 3                                                      | Daniel Navarro     | Cofidis             | z.t      |
| 4                                                      | Vincenzo Nibali    | Astana Pro Team     | + 2'14"  |
| 5                                                      | Greg Van Avermaet  | BMC Racing Team     | + 3'04"  |
| 6                                                      | Luis Ángel Maté    | Cofidis             | + 4'29"  |
| 7                                                      | Geraint Thomas     | Team Sky            | z.t.     |
| 8                                                      | Wout Poels         | Team Sky            | z.t.     |
| 9                                                      | Gorka Izagirre     | Movistar Team       | z.t.     |
| 10                                                     | Alejandro Valverde | Movistar Team       | z.t.     |

| Strijdlustigste renner |                 |                 |
|                        | Naam            | Ploeg           |
|                        | Vincenzo Nibali | Astana Pro Team |

## Klassementen
| Algemeen Klassement |                    |                                    |           |
| Plaats              | Naam               | Ploeg                              | Tijd      |
| Gele trui           | Greg Van Avermaet  | BMC Racing Team                    | 34u13'40" |
| 2                   | Adam Yates         | Orica-BikeExchange                 | + 5'50"   |
| 3                   | Julian Alaphilippe | Etixx-Quick Step                   | + 5'51"   |
| 4                   | Alejandro Valverde | Movistar Team                      | + 5'53"   |
| 5                   | Joaquim Rodríguez  | Team Katjoesja                     | + 5'54"   |
| 6                   | Chris Froome       | Team Sky                           | + 5'57"   |
| 7                   | Nairo Quintana     | Movistar Team                      | z.t.      |
| 8                   | Warren Barguil     | Team Giant-Alpecin                 | z.t.      |
| 9                   | Pierre Rolland     | Cannondale-Drapac Pro Cycling Team | z.t.      |
| 10                  | Daniel Martin      | Etixx-Quick Step                   | z.t.      |
|                     |                    |                                    |           |
| 12                  | Wilco Kelderman    | Team LottoNL-Jumbo                 | z.t.      |

| Ploegenklassement |                  |            |
| Plaats            | Ploeg            | Tijd       |
|                   | BMC Racing Team  | 102u43'01" |
| 2                 | Team Sky         | + 4'16"    |
| 3                 | Movistar Team    | + 4'52"    |
| 4                 | Astana Pro Team  | + 6'18"    |
| 5                 | Tinkoff          | + 6'48"    |
| 6                 | AG2R-La Mondiale | + 9'53"    |
| 7                 | Trek-Segafredo   | + 14'03"   |
| 8                 | Team Katjoesja   | + 14'14"   |
| 9                 | Etixx-Quick Step | + 15'34"   |
| 10                | FDJ              | + 15'43"   |

### Nevenklassementen
| Puntenklassement |                   |                     |        |
| Plaats           | Naam              | Ploeg               | Punten |
| Groene trui      | Mark Cavendish    | Team Dimension Data | 204    |
| 2                | Marcel Kittel     | Etixx-Quick Step    | 182    |
| 3                | Peter Sagan       | Tinkoff             | 175    |
|                  |                   |                     |        |
| 5                | Greg Van Avermaet | BMC Racing Team     | 90     |
| 18               | Dylan Groenewegen | Team LottoNL-Jumbo  | 37     |

| Bergklassement |                   |                     |        |
| Plaats         | Naam              | Ploeg               | Punten |
| Bolletjestrui  | Thomas De Gendt   | Lotto Soudal        | 13     |
| 2              | Greg Van Avermaet | BMC Racing Team     | 13     |
| 3              | Steve Cummings    | Team Dimension Data | 10     |

| Jongerenklassement |                    |                    |           |
| Plaats             | Naam               | Ploeg              | Tijd      |
| Witte trui         | Adam Yates         | Orica-BikeExchange | 34u15'34" |
| 2                  | Julian Alaphilippe | Etixx-Quick Step   | + 1"      |
| 3                  | Warren Barguil     | Team Giant-Alpecin | + 7"      |
|                    |                    |                    |           |
| 4                  | Wilco Kelderman    | Team LottoNL-Jumbo | + 7"      |
| 13                 | Jasper Stuyven     | Trek-Segafredo     | + 30'44"  |